# Vysočina (vlak)
Vysočina (podle hovorového označení Českomoravské vrchoviny, později kraje) je název pro rychlíkové vlakové spoje dopravce České dráhy provozované na základě státní objednávky na lince R9, která spojuje města Praha a Brno. 
Ve vlaku jsou řazeny vozy 2. vozové třídy a 1. vozové třídy s bezdrátovým připojením k Internetu. 
Pod označením Vysočina je vedeno 11 spojů číslovaných od GVD 2022/2023 v rozmezí 960 až 991. Jednotné slovní označení nesou tyto spoje od jízdního řádu 2018/2019. Původní označení vlaků vycházela především ze zeměpisných názvů v trase vlaku. Název Vysočina dříve nesl pár spojů na této trase. Před rokem 1993 byla Vysočina mezistátním rychlíkem, v letech 2006 až 2013 pak pouze spěšným vlakem na území Kraje Vysočina a Pardubického kraje.

## Historický vývoj

### Do roku 1993
Před vznikem samostatné České republiky se rychlík nesoucí název Vysočina řadil mezi přední vlakové spoje v Československu. Základem jeho trasy bylo spojení dvou největších českých měst Prahy s Brnem po trati přes Havlíčkův Brod, která tvořila páteř železniční dopravy v Československu. Většinou však ani v jednom z těchto měst neměl konečnou a jeho trasa byla delší. Významnost vlaku dokládá i tehdejší řazení lokomotiv řady 350 zvaných Gorila do čela vlaků. Lokomotiva řady 350 před rokem 1990 patřila k nejmodernějším strojům ve vozovém parku Československých státních drah a byla jedinou vícesystémovou lokomotivou schopnou dosahovat rychlosti 160 km/h, díky čemuž byla využívána pro vozbu mezistátních vlaků.

## Dřívější názvy a číslování vlaků
Většina dnešních rychlíků Vysočina získala své unikátní pojmenování až od GVD 2013/2014. Do té doby, na rozdíl od jiných spojů vyšších kategorií vedených po trati 250, rychlíky spojující Prahu a Brno pojmenování neměly.
| Typ | Číslo do 2013/2014 | Číslo od 2013/2014 | Název                   | Trasa vlaku            | Poznámka               | Řazení vlaku |
| --- | ------------------ | ------------------ | ----------------------- | ---------------------- | ---------------------- | ------------ |
| R   |                    | 960                | Kačina                  | Jihlava – Praha        |                        | Odkaz        |
| R   |                    | 961                | Kačina                  | Praha – Jihlava        |                        | Odkaz        |
| R   |                    | 962                | Karel Havlíček Borovský | Havlíčkův Brod – Praha |                        | Odkaz        |
| R   |                    | 963                | Karel Havlíček Borovský | Praha – Havlíčkův Brod |                        | Odkaz        |
| R   |                    | 971                | Gustav Brom             | Havlíčkův Brod – Brno  |                        | Odkaz        |
| R   |                    | 975                | Jan Blažej Santini      | Praha – Brno           |                        | Odkaz        |
| R   |                    | 976                | Porta coeli             | Brno – Praha           |                        | Odkaz        |
| R   |                    | 977                | Porta coeli             | Praha – Brno           |                        | Odkaz        |
| R   |                    | 978                | Barbora                 | Brno – Praha           |                        | Odkaz        |
| R   |                    | 979                | Barbora                 | Praha – Brno           |                        | Odkaz        |
| R   |                    | 980                | Lipnice                 | Brno – Praha           |                        | Odkaz        |
| R   |                    | 981                | Lipnice                 | Praha – Brno           |                        | Odkaz        |
| R   |                    | 982                | Vysočina                | Brno – Praha           |                        | Odkaz        |
| R   |                    | 983                | Vysočina                | Praha – Brno           |                        | Odkaz        |
| R   |                    | 984                | Svratka                 | Brno – Praha           |                        | Odkaz        |
| R   |                    | 985                | Svratka                 | Praha – Brno           |                        | Odkaz        |
| R   |                    | 986                | Sázava                  | Brno – Praha           |                        | Odkaz        |
| R   |                    | 987                | Sázava                  | Praha – Brno           |                        | Odkaz        |
| R   |                    | 988                | Doubrava                | Brno – Praha           |                        | Odkaz        |
| R   |                    | 989                | Doubrava                | Praha – Brno           |                        | Odkaz        |
| R   | 670                | 990                | -                       | Brno – Praha           | Do 2018/2019 bez názvu | Odkaz        |
| R   | 691                | 991                | -                       | Praha – Brno           | Do 2018/2019 bez názvu | Odkaz        |